# بودویته
بودویته (به لهستانی:  Budwity) یک روستا در لهستان است که در گمینا ماودته واقع شده‌است.